# Une (ort)
Une är en ort i Colombia.   Den ligger i departementet Cundinamarca, i den centrala delen av landet, 24 km söder om huvudstaden Bogotá. Une ligger 2 371 meter över havet och antalet invånare är 3 208.
Terrängen runt Une är bergig åt nordväst, men åt sydost är den kuperad. Runt Une är det ganska tätbefolkat, med 149 invånare per kvadratkilometer. Närmaste större samhälle är Cáqueza, 8,7 km öster om Une. I omgivningarna runt Une växer i huvudsak städsegrön lövskog.